# JR九州建設グループホールディングス
JR九州建設グループホールディングス株式会社（ジェイアールきゅうしゅうけんせつグループホールディングス）は、福岡県福岡市博多区博多駅前三丁目に本社を置く九州旅客鉄道（JR九州）の中間持株会社である。同社の建設セグメント5社の事業連携を目的に設立された。

## 概要
今後予想される鉄道関連工事の減少や人手不足といった諸課題に対応するため、新会社を中心に各社の連携強化やグループシナジーの最大化を図る目的に、JR九州の建設セグメント5社（いずれも同社の完全子会社）が共同株式移転によって設立された。

## 子会社
- 九鉄工業 - 総合建設業
- 三軌建設 - 総合建設業
- JR九州エンジニアリング - 車両機械設備工事業　子会社にメタルスター九州を持つ。
- JR九州電気システム - 電気工事業
- JR九州コンサルタンツ - 建設コンサルタント業

## 沿革
- 2023年（令和5年）7月3日 - JR九州の建設セグメント5社の共同株式移転により、中間持株会社「JR九州建設グループホールディングス」を設立[2]。